# Palsons Nabiula
Palsons Charles Nabiula (* 2. Januar 1930; † 19. Februar 2005) war ein philippinischer Schwimmer.
Nabiula war 1956 Teilnehmer an den Olympischen Sommerspielen in Melbourne und ging im Brust- und Schmetterlingswettbewerb an den Start.
Über 200 Meter Brust wurde er wegen regelwidriger Schwimmtechnik disqualifiziert. Über 200 Meter Schmetterling verfehlte er im Vorlauf den Einzug ins Finale deutlich.

## Fußnote
1. ↑  Der Nachname folgt der Schreibweise im Abschlussbericht des Organisationskomitees der Olympischen Sommerspiele 1956. In verschiedenen Datenbanken findet sich auch die Schreibweise „Naibula“.

| Personendaten    | Personendaten             |
| ---------------- | ------------------------- |
| NAME             | Nabiula, Palsons          |
| ALTERNATIVNAMEN  | Naibula, Palsons Charles  |
| KURZBESCHREIBUNG | philippinischer Schwimmer |
| GEBURTSDATUM     | 2. Januar 1930            |
| STERBEDATUM      | 19. Februar 2005          |